# Oldenberg
Oldenberg is een hoorspel naar het gelijknamige toneelstuk voor televisie (1967) van Barry Bermange. Op 20 november 1968  werd het door de Westdeutscher Rundfunk als hoorspel uitgezonden. Tuuk Buytenhuys vertaalde het en de VARA zond het uit op woensdag 5 oktober 1977. De regisseur was Berry Bermange. De uitzending duurde 49 minuten.

## Rolbezetting
- Bernard Droog (de man)
- Fé Sciarone (de vrouw)
- Hans Karsenbarg (Oldenberg)

## Inhoud
Een eenzaam echtpaar heeft besloten de kamer van de afwezige zoon Julian aan een vreemdeling te verhuren. Nu wachten ze op de man van wie ze niet meer weten dan de naam: Oldenberg. Terwijl ze zich met de gedachte vertrouwd maken en over de nieuwe huurder vermoedens opperen, kiemt geleidelijk de verdenking dat de huurder weleens niet van Engelse origine zou kunnen zijn. Deze verdenking wordt uiteindelijk tot een traumatische obsessie.